# Crassula phascoides
Crassula phascoides (лат.) — вид суккулентных растений рода Толстянка (Crassula) семейства Толстянковые (Crassulaceae), эндемично произрастающий на территории северо-запада Аргентины.

## Название
Родовое латинское название Crassula происходит от латинского слова crassus, — «толстый», в основном из-за присутствия у растений этого рода сочных листьев.
Видовой латинский эпитет phascoides происходит от названия рода мхов Phascum и греческого суффикса -oides, — «напоминающий».

## Ботаническое описание
Однолетняя трава с тонкими стеблями, высотой до 4 мм. Листья имеют яйцевидные или ланцетные лопасти размером 2-3×1-1,3 мм. Они субмясистые, с заострением длиной 0,3-0,6 мм на верхушке и зубчатыми пленчатыми краями.
Цветки трехмерные, с цветоножками длиной до 6-7 мм. Чашелистики ланцетные, размером 1,5-1,7×0,4-0,5 мм, заостренные. Лепестки варьируют от эллиптических до продолговатых, размером 1,2-1,3×0,4-0,5 мм, окрашены в розоватый цвет. Длина тычинок около 0,8 мм. Плодолистики несколько сросшиеся у основания. Листовки имеют яйцевидную или эллипсоидную форму, около 1,3 × 0,6 мм, с мукронированными поверхностями. В плодах содержится 10-12 эллипсоидных семян, длиной около 0,3 мм, гладких и блестящих.

## Таксономия
Crassula phascoides (Griseb.) M.Bywater, первое упоминание в Kew Bull. 40: 537 (1985).

### Синонимы
Гомотипные (основанные на одном и том же номенклатурном типе):
- Tristicha phascoides Griseb.

Гетеротипные (основанные на разных номенклатурных типах):
- Crassula androsace Sparre ex Rossow
- Tillaea androsace (Sparre ex Rossow) V.V.Byalt